# W Crateris
W Crateris är en pulserande variabel av RR Lyrae-typ (RRAB) i stjärnbilden Bägaren. 
Stjärnan varierar mellan visuell magnitud +10,769 och 12,182 med en period av 0,4120134 dygn eller 9,88832 timmar. RR Lyrae-stjärnornans period varierar mellan 0,2 och 1,2 dygn med ett medianvärde på 0,5 dygn. W Crateris ligger en bit under medelvärdet.